# Pini Šomer
Pini Šomer (hebrejsky: פיני שומר) je izraelský politik a bývalý poslanec Knesetu za Izraelskou stranu práce.

## Biografie a politická dráha
Narodil se 19. října 1951. V izraelském parlamentu zasedl po volbách v roce 1992, do nichž šel za Stranu práce. Mandát ale obdržel až dodatečně, 28. května 1996, jako náhradník po rezignaci poslance Avrahama Kac-Oze. Do činnosti Knesetu se ale nestačil zapojit, nestihl ani složit oficiální přísahu, protože o den později se konaly nové volby a 17. června 1996 mandáty členů dosavadního Knesetu zanikly.